# 69. Primetime Emmy-gála
A 69. Primetime Emmy-gála során a 2016 és 2017 között főműsoridőben bemutatott, amerikai televíziós programokat értékelték. A jelölteket az Academy of Television Arts & Sciences választotta ki. A Los Angeles-i Microsoft Theatreben tartott ceremóniát a CBS tűzte műsorra 2017. szeptember 17-én. A műsor házigazdája Stephen Colbert volt. A jelöltek listáját Anna Chlumsky és Shemar Moore jelentették be 2017. július 13-án.
A gálát 11.4 millióan követték figyelemmel, ami a gála történetében alacsonynak számított, ezt az elemzők az Irma hurrikán okozta pusztítás mellett annak tudták be, hogy a fiatalabb generáció inkább csak összefoglalókat és rövid klipeket néztek a gáláról ahelyett, hogy egészben nézzék végig.

## Győztesek és jelöltek
A nyertesek félkövérrel jelölve.

### Műsorok
| Legjobb vígjátéksorozat | Legjobb drámasorozat |
| --- | --- |
| - Az alelnök (HBO) - Atlanta (FX) - Feketék fehéren (ABC) - Master of None: Majdnem elég jó (Netflix) - Modern család (ABC) - Szilícium-völgy (HBO) - A megtörhetetlen Kimmy Schmidt (Netflix)                                         | - A szolgálólány meséje (Hulu) - Better Call Saul (AMC) - A Korona (Netflix) - Kártyavár (Netflix) - Stranger Things (Netflix) - Rólunk szól (NBC) - Westworld (HBO)                                   |
| Legjobb varieté beszélgetős műsor | Legjobb varieté szkeccssorozat |
| - Last Week Tonight with John Oliver (HBO) - Full Frontal with Samantha Bee (TBS) - Jimmy Kimmel Live! (ABC) - The Late Late Show with James Corden (CBS) - The Late Show with Stephen Colbert (CBS) - Real Time with Bill Maher (HBO) | - Saturday Night Live (NBC) - Billy on the Street (truTV) - Documentary Now! (IFC) - Tömény történelem (Comedy Central) - Portlandia (IFC) - Tracey Ullman's Show (HBO)                                |
| Legjobb minisorozat | Legjobb tévéfilm |
| - Hatalmas kis hazugságok (HBO) - Fargo (FX) - Viszály: Bette és Joan (FX) - Géniusz (Nat Geo) - Aznap éjjel (HBO) | - Fekete tükör: San Junipero (Netflix) - Dolly Parton's Christmas of Many Colors: Circle of Love (NBC) - Henrietta Lacks örök élete (HBO) - Sherlock: A hazug detektív (PBS) - Hazugságok mágusa (HBO) |
| Legjobb vetélkedő | |
| - The Voice (NBC) - Versenyfutás a világ körül (CBS) - American Ninja Warrior (NBC) - Leendő divatdiktátorok (Lifetime) - RuPaul – Drag Queen leszek! (VH1) - Szakácsok gyöngye (Bravo)                                                | |

### Színészek

#### Főszereplők
| Legjobb férfi főszereplő (vígjátéksorozat) | Legjobb női főszereplő (vígjátéksorozat) |
| --- | --- |
| - Donald Glover – Atlanta (Earnest "Earn" Marks) (FX) - Anthony Anderson – Feketék fehéren (Andre "Dre" Johnson Sr.) (ABC) - Aziz Ansari – Master of None: Majdnem elég jó (Dev Shah) (Netflix) - Zach Galifianakis – Baskets (Chip Baskets, Dale Baskets) (FX) - William H. Macy – Shameless – Szégyentelenek (Frank Gallagher) (Showtime) - Jeffrey Tambor – Nincs titok (Maura Pfefferman) (Amazon)      | - Julia Louis-Dreyfus – Az alelnök (Selina Meyer) (HBO) - Pamela Adlon – Jobb idők (Sam Fox) (FX) - Jane Fonda – Grace és Frankie (Grace Hanson) (Netflix) - Allison Janney – Anyák gyöngye (Bonnie Plunkett) (CBS) - Ellie Kemper – A megtörhetetlen Kimmy Schmidt (Kimmy Schmidt) (Netflix) - Tracee Ellis Ross – Feketék fehéren (Dr. Rainbow "Bow" Johnson) (ABC) - Lily Tomlin – Grace és Frankie (Frankie Bergstein) (Netflix) |
| Legjobb férfi főszereplő (drámasorozat) | Legjobb női főszereplő (drámasorozat) |
| - Sterling K. Brown – Rólunk szól (Randall Pearson) (NBC) - Anthony Hopkins – Westworld (Dr. Robert Ford) (HBO) - Bob Odenkirk – Better Call Saul (Jimmy McGill) (AMC) - Matthew Rhys – Foglalkozásuk: amerikai (Philip Jennings) (FX) - Liev Schreiber – Ray Donovan (Ray Donovan) (Showtime) - Kevin Spacey – Kártyavár (Frank Underwood) (Netflix) - Milo Ventimiglia – Rólunk szól (Jack Pearson) (NBC) | - Elisabeth Moss – A szolgálólány meséje (June Osborne / Offred) (Hulu) - Viola Davis – Hogyan ússzunk meg egy gyilkosságot? (Annalise Keating) (ABC) - Claire Foy – A Korona (II. Erzsébet) (Netflix) - Keri Russell – Foglalkozásuk: amerikai (Elizabeth Jennings) (FX) - Evan Rachel Wood – Westworld (Dolores Abernathy) (HBO) - Robin Wright – Kártyavár (Claire Underwood) (Netflix)                                           |
| Legjobb férfi főszereplő (minisorozat, antológiasorozat vagy tévéfilm) | Legjobb női főszereplő (minisorozat, antológiasorozat vagy tévéfilm) |
| - Riz Ahmed – Aznap éjjel (Nasir "Naz" Khan) (HBO) - Benedict Cumberbatch – Sherlock: A hazug detektív (Sherlock Holmes) (PBS) - Robert De Niro – Hazugságok mágusa (Bernie Madoff) (HBO) - Ewan McGregor – Fargo (Ray Stussy, Emmit Stussy) (FX) - Geoffrey Rush – Géniusz (Albert Einstein) (Nat Geo) - John Turturro – Aznap éjjel (John Stone) (HBO)                                                    | - Nicole Kidman – Hatalmas kis hazugságok (Celeste Wright) (HBO) - Carrie Coon – Fargo (Gloria Burgle) (FX) - Felicity Huffman – Bűnök és előítéletek (Jeanette Hesby) (ABC) - Jessica Lange – Viszály: Bette és Joan (Joan Crawford) (FX) - Susan Sarandon – Viszály: Bette és Joan (Bette Davis) (FX) - Reese Witherspoon – Hatalmas kis hazugságok (Madeline Martha Mackenzie) (HBO)                                              |

#### Mellékszereplők
| Legjobb férfi mellékszereplő (vígjátéksorozat) | Legjobb női mellékszereplő (vígjátéksorozat) |
| --- | --- |
| - Alec Baldwin – Saturday Night Live (Donald Trump) (NBC) - Louie Anderson – Baskets (Christine Baskets) (FX) - Tituss Burgess – A megtörhetetlen Kimmy Schmidt (Titus Andromedon) (Netflix) - Ty Burrell – Modern család (Phil Dunphy) (ABC) (Epizód: "Mardd el!") - Tony Hale – Az alelnök (Gary Walsh) (HBO) - Matt Walsh – Az alelnök (Mike McLintock) (HBO)                                                       | - Kate McKinnon – Saturday Night Live (További szereplők) (NBC) - Vanessa Bayer – Saturday Night Live (További szereplők) (NBC) - Anna Chlumsky – Az alelnök (Amy Brookheimer) (HBO) - Kathryn Hahn – Nincs titok (Raquel Fein) (Amazon) - Leslie Jones – Saturday Night Live (További szereplők) (NBC) - Judith Light – Nincs titok (Shelly Pfefferman (Amazon)          |
| Legjobb férfi mellékszereplő (drámasorozat) | Legjobb női mellékszereplő (drámasorozat) |
| - John Lithgow – A Korona (Winston Churchill) (Netflix) - Jonathan Banks – Better Call Saul (Mike Ehrmantraut) (AMC) - David Harbour – Stranger Things (Jim Hopper) (Netflix) - Ron Cephas Jones – Rólunk szól (William H. Hill) (NBC) - Michael Kelly – Kártyavár (Doug Stamper) (Netflix) - Mandy Patinkin – Homeland – A belső ellenség (Saul Berenson (Showtime) - Jeffrey Wright – Westworld (Bernard Lowe) (HBO) | - Ann Dowd – A szolgálólány meséje (Lydia) (Hulu) - Uzo Aduba – Narancs az új fekete (Suzanne "Crazy Eyes" Warren) (Netflix) - Millie Bobby Brown – Stranger Things (Jane "Tizenegy" Ives) (Netflix) - Chrissy Metz – Rólunk szól (Kate Pearson) (NBC) - Thandiwe Newton – Westworld (Maeve Millay) (HBO) - Samira Wiley – A szolgálólány meséje (Moira) (Hulu)           |
| Legjobb férfi mellékszereplő (minisorozat, antológiasorozat vagy tévéfilm) | Legjobb női mellékszereplő (minisorozat, antológiasorozat vagy tévéfilm) |
| - Alexander Skarsgård – Hatalmas kis hazugságok (Perry Wright) (HBO) - Bill Camp – Aznap éjjel (Dennis Box) (HBO) - Alfred Molina – Viszály: Bette és Joan (Robert Aldrich) (FX) - David Thewlis – Fargo (V. M. Varga) (FX) - Stanley Tucci – Viszály: Bette és Joan (Jack L. Warner) (FX) - Michael K. Williams – Aznap éjjel (Freddy Knight) (HBO)                                                                   | - Laura Dern – Hatalmas kis hazugságok (Renata Klein) (HBO) - Judy Davis – Viszály: Bette és Joan (Hedda Hopper) (FX) - Jackie Hoffman – Viszály: Bette és Joan (Mamacita) (FX) - Regina King – Bűnök és előítéletek (Kimara Walters) (ABC) - Michelle Pfeiffer – Hazugságok mágusa (Ruth Madoff) (HBO) - Shailene Woodley – Hatalmas kis hazugságok (Jane Chapman) (HBO) |

### Rendezők
| Legjobb rendező (vígjátéksorozat) | Legjobb rendező (drámasorozat) |
| --- | --- |
| - Atlanta (Epizód: "Feketén-fehéren") – Donald Glover (FX) - Szilícium-völgy (Epizód: "Szellemi érték") – Jamie Babbit (HBO) - Szilícium-völgy (Epizód: "Szerver hiba") – Mike Judge (HBO) - Az alelnök (Epizód: "Blurb") – Morgan Sackett (HBO) - Az alelnök (Epizód: "Groundbreaking") – David Mandel (HBO) - Az alelnök (Epizód: "Justice") – Dale Stern (HBO)                                                          | - A szolgálólány meséje (Epizód: "Fredé") – Reed Morano (Hulu) - Better Call Saul (Epizód: "A tanú") – Vince Gilligan (AMC) - A Korona (Epizód: "Hyde Park Corner") – Stephen Daldry (Netflix) - A szolgálólány meséje (Epizód: "A híd") – Kate Dennis (Hulu) - Homeland – A belső ellenség (Epizód: "Amerika az első") – Lesli Linka Glatter (Showtime) - Stranger Things (Epizód: "Első fejezet: Will Byers eltűnése") – Duffer testvérek (Netflix) - Westworld (Epizód: "Kétkamarás tudat") – Jonathan Nolan (HBO) |
| Legjobb rendező (varietésorozat) | Legjobb rendező (minisorozat, antológiasorozat vagy tévéfilm) |
| - Saturday Night Live (Epizód: "Házigazda: Jimmy Fallon") – Don Roy King (NBC) - Tömény történelem (Epizód: "Hamilton") – Jeremy Konner, Derek Waters (Comedy Central) - Jimmy Kimmel Live! (Epizód: "The (RED) Show") – Andy Fisher (ABC) - Last Week Tonight with John Oliver (Epizód: "Multi-Level Marketing") – Paul Pennolino (HBO) - The Late Show with Stephen Colbert (Epizód: "0179. rész") – Jim Hoskinson (CBS) | - Hatalmas kis hazugságok – Jean-Marc Vallée (HBO) - Fargo (Epizód: "Az üres helyek törvénye") – Noah Hawley (FX) - Viszály: Bette és Joan (Epizód: "And the Winner Is... (The Oscars of 1963)") – Ryan Murphy (FX) - Géniusz (Epizód: "Einstein: Első fejezet") – Ron Howard (Nat Geo) - Aznap éjjel (Epizód: "A hadviselés művészete") – James Marsh (HBO) - Aznap éjjel (Epizód: "Végzetes éjszaka") – Steven Zaillian (HBO)                                                                                       |

### Forgatókönyvírók
| Legjobb forgatókönyv (vígjátéksorozat) | Legjobb forgatókönyv (drámasorozat) |
| --- | --- |
| - Master of None: Majdnem elég jó (Epizód: "Thanksgiving") – Aziz Ansari, Lena Waithe (Netflix) - Atlanta (Epizód: "Feketén-fehéren") – Donald Glover (FX) - Atlanta (Epizód: "Szigorú szabályok") – Stephen Glover (FX) - Szilícium-völgy (Epizód: "Ihletett hiba") – Alec Berg (HBO) - Az alelnök (Epizód: "Georgia") – Billy Kimball (HBO) - Az alelnök (Epizód: "Groundbreaking") – David Mandel (HBO) | - A szolgálólány meséje (Epizód: "Fredé") – Bruce Miller (Hulu) - Foglalkozásuk: amerikai (Epizód: "A szovjet részleg") – Joel Fields, Joe Weisberg (FX) - Better Call Saul (Epizód: "Sikanéria") – Gordon Smith (AMC) - A Korona (Epizód: "Bérgyilkosok") – Peter Morgan (Netflix) - Stranger Things (Epizód: "Első fejezet: Will Byers eltűnése") – Duffer testvérek (Netflix) - Westworld (Epizód: "Kétkamarás tudat") – Lisa Joy, Jonathan Nolan (HBO) |
| Legjobb forgatókönyv (varietésorozat) | Legjobb forgatókönyv (minisorozat vagy tévéfilm) |
| - Last Week Tonight with John Oliver (HBO) - Full Frontal with Samantha Bee (TBS) - Late Night with Seth Meyers (NBC) - The Late Show with Stephen Colbert (CBS) - Saturday Night Live (NBC) | - Fekete tükör: San Junipero – Charlie Brooker (Netflix) - Hatalmas kis hazugságok – David E. Kelley (HBO) - Fargo (Epizód: "Az üres helyek törvénye") – Noah Hawley (FX) - Viszály: Bette és Joan (Epizód: "And the Winner Is... (The Oscars of 1963)") – Ryan Murphy (FX) - Viszály: Bette és Joan (Epizód: "Pilot") – Jaffe Cohen, Michael Zam, Ryan Murphy (FX) - Aznap éjjel (Epizód: "A vadon szava") – Richard Price, Steven Zaillian (HBO)         |

## Műsorvezetők
A gálán az alábbi műsorvezetők működtek közre:
- Jermaine Fowler
- Laura Dern
- Nicole Kidman
- Zoë Kravitz
- Reese Witherspoon
- Shailene Woodley
- Shemar Moore
- Gina Rodriguez
- Riz Ahmed
- Issa Rae
- Dave Chappelle
- Melissa McCarthy
- Anna Faris
- Allison Janney
- LL Cool J
- Gabrielle Union
- James Corden
- Seth Meyers
- Alexis Bledel
- Gerald McRaney
- Jane Fonda
- Dolly Parton
- Lily Tomlin
- Kaitlin Olson
- Tracee Ellis Ross
- Sonequa Martin-Green
- Jeremy Piven
- Hayma Washington
- Iain Armitage
- Jim Parsons
- Lea Michele
- Kumail Nanjiani
- Mark Feuerstein
- Rashida Jones
- Seth MacFarlane
- Emmy Rossum
- Viola Davis
- Craig Robinson
- Adam Scott
- Anthony Anderson
- Prijanka Csopra
- Alec Baldwin
- Edie Falco
- Chris Hardwick
- Debra Messing
- Carol Burnett
- Norman Lear
- Jessica Biel
- Joseph Fiennes
- Jason Bateman
- Sarah Paulson
- Matt Bomer
- BD Wong
- Anika Noni Rose
- Cicely Tyson
- Dennis Quaid
- Kyra Sedgwick
- Tatiana Maslany
- Jeffrey Dean Morgan
- Oprah Winfrey

## In Memoriam
A gála "in memoriam" szegmense az alábbi elhunyt személyekről emlékezett meg:
- Glen Campbell
- June Foray
- Ed Greene
- John Bernecker
- Mike Connors
- Gábor Zsazsa
- Chuck Barris
- Chris Bearde
- Brad Grey
- Frank Konigsberg
- Powers Boothe
- Jeannie Gunn
- Adam West
- John Heard
- Gary Glasberg
- Roger Ailes
- Agnes Nixon
- Robert Osborne
- Jay Thomas
- Nelsan Ellis
- Mark Schlegel
- Norman Brokaw
- Marsh McCall
- Don Ohlmeyer
- Robert Vaughn
- Bill Paxton
- Roger Moore
- Carrie Fisher
- Debbie Reynolds
- John Hurt
- Gwen Ifill
- Grant Tinker
- Stanley Kallis
- Sandy Gallin
- Miguel Ferrer
- Martin Landau
- Richard Hatch
- Alan Thicke
- Florence Henderson
- Jerry Lewis
- Don Rickles
- Mary Tyler Moore

## Fordítás
- Ez a szócikk részben vagy egészben  a(z)   69th Primetime Emmy Awards című angol Wikipédia-szócikk fordításán alapul.  Az eredeti cikk szerkesztőit annak laptörténete sorolja fel. Ez a jelzés csupán a megfogalmazás eredetét és a szerzői jogokat jelzi, nem szolgál a cikkben szereplő információk forrásmegjelöléseként.